# Illes Auckland

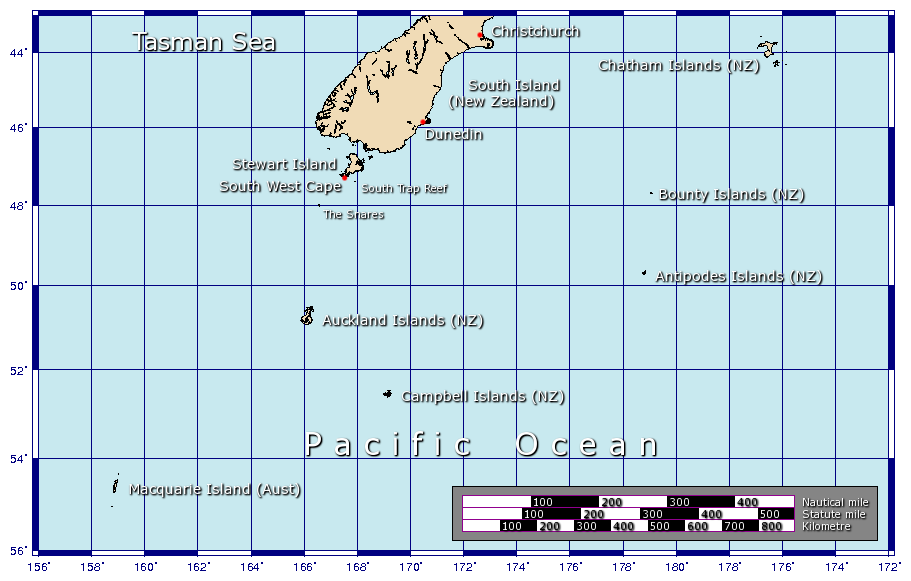
Plànol d'ubicació de les Illes Auckland

Les Illes Auckland (en maori Motu Maha) formen un arxipèlag deshabitat a uns 465 kilòmetres al sud de Bluff, a l'illa del Sud. Està constituït per set illes: Auckland (la més gran amb 510 km²), Adams, Enderby, Disappointment, Ewing, Dundaset i Green. Hi ha proves arqueològiques del fet de ser descobertes primer pels polinesis, sent les illes més al sud on van arribar. L'any 1806 van ser redescobertes pel balener Abraham Bristow. Van ser incorporades al territori de Nova Zelanda el 1863 i, administrativament, s'inclouen dintre de les illes subantàrtiques de Nova Zelanda.